# 腓特烈斯费尔德
腓特烈斯费尔德（德語：Friedrichsfelde，德語：[ˈfʁiːdʁɪçsˌfɛldə] ⓘ，意为“腓特烈之地”）是德国柏林利希滕贝格区的下属区。腓特烈斯费尔德中央公墓位于该地。 

## 历史
在1265年的一份的文件中，这个地方以“Rosenfelde”之名被首次提到。1699年，该地更名为当今的“Friedrichsfelde”。在1920年根据“大柏林法案”并入柏林前，该地是曾经的下巴尔尼姆县（Landkreis Niederbarnim）的一个独立市镇。